# 尾見半左右
尾見 半左右（おみ はんぞう、1901年4月5日 - 1985年1月30日）は、日本の通信技術者。富士通の常務取締役、電気通信学会及び情報処理学会の会長などを歴任。

## 略歴
茨城県真壁郡明野に生誕。1923年、東京高等工業学校（現・東京工業大学）を卒業。南満州鉄道の鉄道研究所に入社し、電気通信の研究に従事する。1936年、富士通信機製造株式会社に入社。情報・通信の技術開発・研究に従事し、同社の取締役、常務取締役、富士通研究所の代表取締役社長などを歴任。その他、鉄道通信協会の副会長、電気通信学会会長、情報処理学会会長、神戸工業株式会社の取締役社長、富士電機化学株式会社の代表取締役社長なども務めた。
情報・通信分野で技術発展・産業振興に国内外で広く尽力し、国産大型電子計算機の開発にとくに貢献した。

## 経歴
1945年 - 富士通信機製造株式会社取締役
1953年 - 常務取締役
1960年 - 専務取締役
1961年 - 専務取締役、同社電子工業部長兼富士通工業専門学校長
1962年 - 電気通信学会会長
1964年 - 神戸工業（現：デンソーテン）社長（1968年に同社と富士通の合併を実現）
1968年 - 富士通研究所を設立し、初代社長となる
1972年 - 富士通とアムダールの提携を実現
1973年 - 情報処理学会会長
1973年9月 - 「電子計算機の巨大化の限界に関する研究」で工学博士号を取得（東京工業大学）

## 主な受賞等
1934年4月 - 勲六等瑞宝章
1958年12月 - 毎日工業技術賞
1964年5月 - 藍綬褒章
1971年11月 - 勲三等瑞宝章
1979年4月 - IEEEファウンダーズメダル
1985年2月 - 逝去後、正五位に叙される